# 尿細管性アシドーシス
尿細管性アシドーシス（にょうさいかんせいアシドーシス, 英 renal tubular acidosis; RTA）は、腎臓の尿細管障害により起こる代謝性アシドーシス。腎尿細管性アシドーシスとも言う。

## 病態
遠位尿細管性アシドーシス
遠位尿細管性アシドーシス（えんいにょうさいかんせいあしどーしす）は、尿細管の中でも糸球体から遠い部分である遠位尿細管が何らかの障害によって、水素イオン(H+)を排泄できない事で起こる尿細管性アシドーシス。近位尿細管性アシドーシスよりも重篤である。また腎石灰化や腎結石症、尿路結石を伴うことが多い。
近位尿細管性アシドーシス
近位尿細管性アシドーシス（きんいにょうさいかんせいあしどーしす）は、尿細管の中でも糸球体に近い部分である近位尿細管が何らかの障害によって、重炭酸イオン(HCO3−)を再吸収できない事で起こる尿細管性アシドーシス。
一般にアシドーシスと高カリウム血症、アルカローシスと低カリウム血症は並行するという経験則があり、例えばアルドステロン症では代謝性アルカローシスで低カリウム血症がある。しかし、腎尿細管性アシドーシスは低カリウム血症と代謝性アシドーシスを合併する。原則としてはGFRは正常であり、アニオンギャップも正常で高Cl性代謝性アシドーシスを呈する。

## 分類
- 部位別に、近位尿細管性アシドーシスと遠位尿細管性アシドーシスに分けられる。
- 成因別に、先天性・後天性に分類される。
- I〜IV型に分類することもある。I型は遠位尿細管における水素イオン排泄障害による遠位尿細管性アシドーシスであり、大部分を占める。II型は近位尿細管における重炭酸イオン再吸収能低下による近位尿細管性アシドーシスである。IV型はアルドステロンの欠乏あるいは作用不全により、遠位尿細管におけるカリウムと水素イオンの排泄が障害されるもので、高カリウム血症を伴う。なお、III型は乳幼児に多くみられるI型RTAの重症型とされ，現在では用いられていない[1]。

### 原因
- 遠位尿細管性アシドーシス（I型RTA）
  - 一次性
    - 遺伝子異常によるもの（Anion exchanger type 1 異常、H+-ATPase 異常）

  - 二次性
    - 自己免疫疾患（シェーグレン症候群、全身性エリテマトーデス、慢性活動性肝炎、原発性胆汁性肝硬変、慢性甲状腺炎、血管炎、クリオグロブリン血症）
    - カルシウム代謝異常（高カルシウム尿症、原発性副甲状腺機能亢進症、甲状腺機能亢進症、ビタミンD中毒、海綿腎、原発性高シュウ酸尿症、Fabry病）
    - 他の腎疾患（腎盂腎炎、間質性腎炎、閉塞性尿路障害、移植腎）
    - 遺伝性疾患（糖尿病、Ehlers-Danlos症候群、Marfan症候群、鎌状赤血球症）
    - 薬剤性腎炎（水銀アムホテリシンB、リチウム、鎮痛薬、トルエン）

- 近位尿細管性アシドーシス（II型RTA）
  - 一次性
    - 原発性
    - 酸・塩基調節酵素の遺伝子異常（CAII 活性低下、NBC-1 活性低下）

  - 二次性
    - 遺伝性疾患（シスチン尿症、Lowe症候群、Wilson病、チロシン血症、ガラクトース血症、遺伝性果糖不耐症）
    - カルシウム代謝異常（副甲状腺機能亢進症、ビタミンD欠乏症、ビタミンD依存症）
    - 他の腎疾患（多発性骨髄腫、アミロイドーシス、移植腎、ネフローゼ症候群、シェーグレン症候群）
    - 薬剤性・中毒性腎炎（変性テトラサイクリン、ストレプトゾトシン、鉛、水銀、カドミウム）

## 検査
尿のpHを測るのが一番簡便である。通常はアシドーシスがある場合は尿中に酸を排出しアルカリを再吸収しようと生体は代償する。即ち尿中pHは低下する。しかしRTA（尿細管性アシドーシス）の場合は尿を酸性化できないので尿中pHは低下しない。塩化アンモニウム負荷試験を行えばタイプまで調べることができるが、分類することで治療方針が変わるわけではない。原疾患を探すのが一番大切である。
腎機能の状態を調べるため、尿中のβ2-マイクログロブリン量を検査することがある。

## 治療
ほとんどの型では、炭酸水素ナトリウムやクエン酸ナトリウムを投与し、必要であればカリウムの補填を行う。尿細管性アシドーシス自体には根本的な治療がないため、対症療法しかできない。

## 診療科
- 腎臓内科
- 小児科